# Amauroderma renidens
Amauroderma renidens är en svampart som först beskrevs av Giacopo Bresàdola, och fick sitt nu gällande namn av Torrend 1920. Amauroderma renidens ingår i släktet Amauroderma och familjen Ganodermataceae.   Inga underarter finns listade i Catalogue of Life.